# Angus Wilson
Angus Frank Johnstone Wilson, född 11 augusti 1913 i Bexhill-on-Sea, East Sussex, död 31 maj 1991 i Bury St Edmunds, Suffolk, var en brittisk författare.

## Biografi
Till vardags var han först bibliotekarie vid British Museum 1937-1955 och – efter en period då han försökte försörja sig på sitt författarskap - professor i engelsk litteratur vid University of East Anglia 1966-1978. Han adlades 1980.
Med sina novellsamlingar och romaner som Giftdryck (1952, översatt 1953) och Britter emellan (1956, översatt 1958) nådde han en internationell publik. Han gjorde elaka karikatyrer av den engelska borgerlighet och liberala humanism som han trots allt ändå ville försvara.